# Juste-Aurèle Meissonier
Juste Aurèle Meissonier (o Meissonnier), (1695 – 31 de juliol de 1750) va ser un orfebre, escultor, pintor, arquitecte i dissenyador de mobles francès.
Va néixer a Torí, però va treballar a París, on va morir. Va compartir els triomfs de Oppenard i Germain, dins l'estil Rococó més recarregat. Va treballar també per a la noblesa de Polònia, de Portugal i d'altres països que seguien la moda de París. El rei francès Lluís XV el va nomenar Dessinateur de la chambre et du cabinet du roi junt amb el d’Orfèvre du roi.
Va escriure els llibres: Livres d'ornements en trente pieces i Ornements de la carte chronologique.